# David Castillo i Buïls
David Castillo i Buïls (Barcellona, 1961) è un poeta, scrittore e critico letterario spagnolo di lingua catalana.
Ha iniziato come poeta con pubblicazioni clandestine e contro-culturale nel 1970, anche se il suo primo lavoro pubblicato, una dichiarazione di principi, è stata la biografia di Bob Dylan nel 1992. Tre anni prima, era stato il anthologist di Ser del segle, che ha riunito le voci principali della generazione degli anni 1980. Sono stati seguiti da una serie di poesie, tra questi Game over, che ha ottenuto il premio Carles Riba. Allora, ha iniziato una carriera di scrittore con romanzi come El cel de l'infern e No miris enrere, che è stata ben accettata sia dalla critica e dal pubblico in generale. Il primo lavoro è stato premiato con il Premio Joan Crexells per il miglior romanzo catalana dell'anno 1999. Il secondo è stato assegnato il Premi Sant Jordi de novel·la di 2001. Ha ricevuto tre volte il "Premio Atlantida per giornalismo" e lui è stato assegnato anche il "Premio di poesia Tratti per il miglior poeta straniero" per la sua antologia di poesia tradotta in italiano.
Egli organizza vari cicli poetici ed è fondatore e direttore della Settimana della poesia a Barcellona dal 1997.
Inoltre, fin dall'inizio dei nuovi commenti creati dopo il ritorno della democrazia in Spagna, è stato la pubblicazione di articoli e critiche letterarie. Dal 1989 è direttore del supplemento culturale del quotidiano Avui, nel 2011 fuso con  El Punt a El Punt Avui. Egli ha guidato per otto anni la rivista Lletra de canvi e ha anche lavorato per cinque anni come docente di Università Autonoma di Barcellona. Insieme con il giovane poeta Marc Sardà ha pubblicato il libro Conversaciones con Pepín Bello, che ha avuto un profondo impatto nella critica.

## Opere

### Biografie
- 1992 Bob Dylan
- 2007 Conversaciones con Pepín Bello, con Marc Sardà
- 2009 Bcn Rock, con Ferran Sendra

### Poesia
- 1993 La muntanya russa
- 1994 Tenebra
- 1997 Poble Nou flash back, con Albert Chust
- 1998 Game over
- 2000 El pont de Mühlberg
- 2000 Seguint l'huracà, con Marcel Pey
- 2001 Bandera negra
- 2005 Menta i altres poemes
- 2006 Downtown
- 2006 Esquena nua
- 2011 Doble zero

### Romanzi
- 1999 El cel de l'infern
- 2002 No miris enrere
- 2009 El llibre dels mals catalans
- 2010 El mar de la tranquil·litat

## Premi
- 1987 Premio Atlàntida migliore rivista culturale per "El temps"
- 1990 Premio Atlàntida migliore supplemento culturale quotidiano Avui
- 1997 Premio Carles Riba di poesia per Game over
- 1999 Premio Joan Crexells per El cel de l'infern
- 2001 Premi Sant Jordi de novel·la per No miris enrere
- 2005 Premio Atlàntida miglior articolista dell'anno in catalano
- 2006 Premio Cadaqués per il miglior libro di poesia dell'anno per Esquena nua
- 2006 Premio di Poesia Tratti per Il presente abbandonato
- 2010 Premio Atlàntida migliore supplemento culturale quotidiano El Punt Avui

## Traduzioni italiane
- Un presente abbandonato. Poesie in catalano 1981-2005. Mobydick Tratti - Edizioni. A cura di Giovanni Nadiani, 2006; br., pp. 112. (Le Nuvole. 129). Collana: Le nuvole. ISBN 88-8178-356-8 - EAN 9788881783564